# Concavocephalus rubens
Concavocephalus rubens är en spindelart som beskrevs av Kirill Yeskov 1989. Concavocephalus rubens ingår i släktet Concavocephalus och familjen täckvävarspindlar. Inga underarter finns listade i Catalogue of Life.